# Nzingha Prescod
Nzingha Prescod (Nova Iorque, 14 de agosto de 1992) é uma esgrimista americana.

## Carreira
Em 2014, sofreu uma ruptura de cartilagem e precisou ser operada. Achou que teria que abandonar o esporte, mas voltou aos treinos e tornou-se a primeira mulher afro-americana a ganhar uma medalha numa competição mundial de esgrima, em 2015.
Disputou sua primeira Olimpíada aos 19 anos de idade, em 2012. Integra a equipe americana de florete nos Jogos Olímpicos de Verão de 2016